# Gutshaus (Darmstadt)
Das Gutshaus des Hofguts Oberfeld in der Erbacher Straße 125 ist ein denkmalgeschütztes Bauwerk in Darmstadt.

## Geschichte und Beschreibung
Das Gutshaus wurde im Jahre 1893 im Stil des Historismus erbaut.
1943 wurde das Gebäude bei einem britischen Luftangriff teilweise zerstört.
Im Jahre 1950 wurde das Gutshaus rekonstruiert.
2017 wurde das Bauwerk saniert.
Das ursprüngliche Walmdach wurde zum Krüppelwalmdach umgebaut, um das Obergeschoss besser nutzen zu können.
Das Dach besitzt eine biberschwanz Deckung und Dachgauben.
Weitere Änderungen an dem Bauwerk betrafen die Statik, den Brandschutz und die Energetik.
Im Obergeschoss befinden sich jetzt vier Wohnungen; drei davon sind für Behinderte reserviert.
Im Erdgeschoss befindet sich der große „Gutshaussaal“ der für Veranstaltungen und Versammlungen genutzt wird.
Daneben befinden sich im Erdgeschoss eine Küche, ein Gesinderaum, Büros und eine behindertengerechte Toilette.
Die Räume im Erdgeschoss sind alle barrierefrei.
Am südlichen Ende des Gebäudes befindet sich ein Anbau mit Dachterrasse.
Das Gutshaus steht auf einem Sockel aus Bruchsteinen.
Über der zweiläufigen Treppe im Eingangsbereich befindet sich ein auf vier Säulen ruhender Balkon.
In dem Gutshaus residiert heute die Stiftung Hofgut Oberfeld.
Im Erdgeschoss befindet sich ein Erinnerungsort, der an die Stute Halla erinnert.

## Denkmalschutz
Das Gutshaus der ehemaligen Großherzoglichen Hofmeierei, ist ein typisches Beispiel für den Gutshausstil des ausgehenden 19. Jahrhunderts in Darmstadt.
Aus architektonischen und stadtgeschichtlichen Gründen steht das Bauwerk unter Denkmalschutz.